# Василащук Ганна Василівна
Га́нна Васи́лівна Василащу́к  — (2 листопада 1924 с. Пістинь, тепер Косівського району Івано-Франківської області — 27 червня 2004) — українська майстриня декоративного мистецтва (художнє ткацтво).

## Життєпис
Народилася у 1924 році в селі Шешори Косівського району на Івано-Франківщині в селянській родині. Під час війни, коли через їхнє село проходила лінія фронту, батьківська хата згоріла, й сім'я перебралася в сусіднє село Шешори. Тут Ганна закінчила школу.
В 1964–1971 виконала орнаментальні рушники, які присвятила Тарасові Шевченкові. Репродукціями рушників Василащук та Г. Верес ілюстровано «Кобзар» Шевченка (Київ, 1971). В 1967 в Державному музеї імені Тараса Григоровича Шевченка експонувалися виставка творів майстрині «Вінок Кобзареві».
Нагороджена Державною Премією УРСР імені Тараса Григоровича Шевченка у 1968 році, за цикл українських народних тканних рушників, створених у 1965–1967 роках.
Цікаві твори Ганни Василівни зберігаються в Одеському художньому музеї. Це - вишуканий рушник "Червоний бенкет" та витончена серветка, які поєднують в собі чарівність ткацької техніки та магію вишивки.